# Hrubá Skála
Hrubá Skála település Csehországban, Semilyi járásban. Hrubá Skála Ktová, Troskovice, Vyskeř, Rovensko pod Troskami, Karlovice és Kacanovy településekkel határos. Lakosainak száma 640 fő (2024. január 1.).

## Népesség
A település lakosságának változását az alábbi diagram mutatja:
| Lakosok száma | 1360 | 1457 | 1238 | 947  | 658  | 518  | 591  | 606  | 603  | 640  |
|               | 1869 | 1890 | 1921 | 1950 | 1980 | 2001 | 2017 | 2019 | 2022 | 2024 |